# Fuwa
Le Fuwa (in cinese 福娃, in inglese Friendlies fino al 2006) sono le cinque mascotte ufficiali dei Giochi della XXIX Olimpiade. Il loro nome significa bambole della fortuna: sono state disegnate da Han Meilin e presentate l'11 novembre 2005 da parte della National Society of Chinese Classic Literature Studies (Società Nazionale di Studi di Letteratura Classica Cinese) durante un evento che segnava i 1000 giorni dall'apertura dei Giochi.
Ciascuna di esse ha come colore caratterizzante uno dei cinque colori dei cerchi olimpici e può essere associata a un elemento e ad un animale della cultura cinese. I loro nomi sono Bèibei, Jīngjing, Huānhuan, Yíngying e Nīni; unendo la prima sillaba di ciascun nome, si ottiene la frase "Pechino vi dà il benvenuto" (北京欢迎你S, Běijīng huānyíng nǐP).
In Cina è stato creato un cartone animato che ha come protagonisti i cinque personaggi, e che viene mandato in onda dall'8 agosto 2007.
Nella tabella sottostante sono riassunte tutte le caratteristiche di ciascuna delle mascotte olimpiche cinesi.
| Nome                           | Bèibei (贝贝) | Jīngjing (晶晶)                                                                                   | Huānhuan (欢欢) | Yíngying (迎迎) | Nīni (妮妮) |
| Immagine                       | |                                                                                                   | | | |
| Genere                         | Femmina | Maschio                                                                                           | Maschio | Maschio | Femmina |
| Colore                         | Blu | Nero                                                                                              | Rosso | Giallo | Verde |
| Elemento                       | Acqua | Metallo                                                                                           | Fuoco | Terra | Legno |
| Design                         | Pesce | Panda gigante                                                                                     | Fiamma olimpica | Antilope tibetana | Rondine |
| Personalità                    | Gentile, pura | Onesto, ottimista                                                                                 | Estroverso, entusiasta | Brioso, vivace | Innocente, gioioso |
| Augurio                        | Prosperità | Felicità                                                                                          | Passione | Salute | Buona fortuna |
| Sport rappresentati            | Nuoto, Tuffi, Pallanuoto... | Sollevamento pesi, Jūdō...                                                                        | Sport con la palla | Atletica leggera, Tennis... | Ginnastica artistica, Ginnastica ritmica... |
| Fonti di ispirazione culturale | Il disegno tradizionale del loto e del pesce per il nuovo anno cinese; il disegno di un pesce in artefatti neolitici cinesi. | Il Panda gigante, la dinastia Song.                                                               | Il disegno del fuoco delle grotte Mogao. | L'antilope tibetana, i costumi tipici tibetani. | La rondine e gli aquiloni. |
| Note                           | Nella cultura tradizionale cinese, il pesce rappresenta la prosperità; l'ideogramma per la parola pesce (魚) si pronuncia come quello per la parola abbondanza (餘 / 余). Esiste una allegoria tradizionale per indicare l'inseguimento e l'avveramento dei propri sogni chiamata La carpa che passa oltre il cancello del drago. Il disegno del copricapo di Beibei, viene da artefatti ritrovati a Banpo, sito archeologico di un villaggio neolitico della cultura Yangshao. | Il panda è sia un simbolo nazionale cinese, che espressione del movimento ambientalista mondiale. | Huanhuan rappresenta la passione per lo sport, lo spirito olimpico del più veloce, più in alto, più forte, e la passione delle Olimpiadi di Pechino. Il copricapo della mascotte deriva dal disegno di un fuoco nelle Grotte Mogao, le più famose grotte buddiste cinesi. | L'antilope cinese è, come il panda, una specie in via d'estinzione; nativa dell'altopiano del Tibet è conosciuta per la sua velocità. Il copricapo di Yingying racchiude il disegno tipico dei costumi tibetani. La selezione di un animale tibetano come simbolo di un'olimpiade cinese è stata oggetto di discussioni e controversie, essendo il Tibet attualmente occupato militarmente dal governo di Pechino. | La rondine nella cultura cinese è messaggera di primavera e di felicità. L'ideogramma cinese per rondine (燕) è utilizzato anche nell'antico nome di Pechino, Yanjing (燕京). Il copricapo di Nini è un riferimento ai coloratissimi aquiloni cinesi. |